# Мюрефте
Мюрефте (на турски: Mürefte; на гръцки: Μυριόφυτο, Мириофито, катаревуса Μυριόφυτον, Мириофитон) е село в Източна Тракия, Турция, Вилает Родосто, околия Шаркьой.

## География
Мюрефте е разположено на 51 km югозападно от Родосто на северния бряг на Мраморно море.

## История
Селището е споменато за пръв път във връзка със земетресение, което го разрушава в 1063 година. Около 1350 година е посетено от Йоан VI Кантакузин.
В 1170 година е създаден диоцеза Перистасис (днешен Шаркьой). Седалището по-късно е преместено в Мириофитон и епархията е прекръстена на Перистасис и Мириофитон, спомената за пръв път в Notitia episcopatuum от края на 15 век. В 16 век името става Мириофитон и Перистасис.
Православният диоцез през януари 1909 година става Мириофитска и Перистаска митрополия. Православното население е евакуирано през август 1922 година по време на гръцкото отстъпление в Гръцко-турската война, но Цариградската патриаршия продължава да назначава титулярни митрополити.
Последният католически епископ на Мириофито, умира в 1932 година и диоцезът е закрит.

## Личности
Родени в Мюрефте
- Арсений Афендулис (? – 1934), гръцки духовник
- Николаос Икономидис Влахос (1874 – 1942), гръцки свещеник и революционер

Починали в Мюрефте
- Георги Ванов (о. 1893 – 1913), македоно-одрински опълченец, 3-та рота на 4-та битолска дружина, убит на 22 януари 1913 година[9]